# Girolamo Campagna

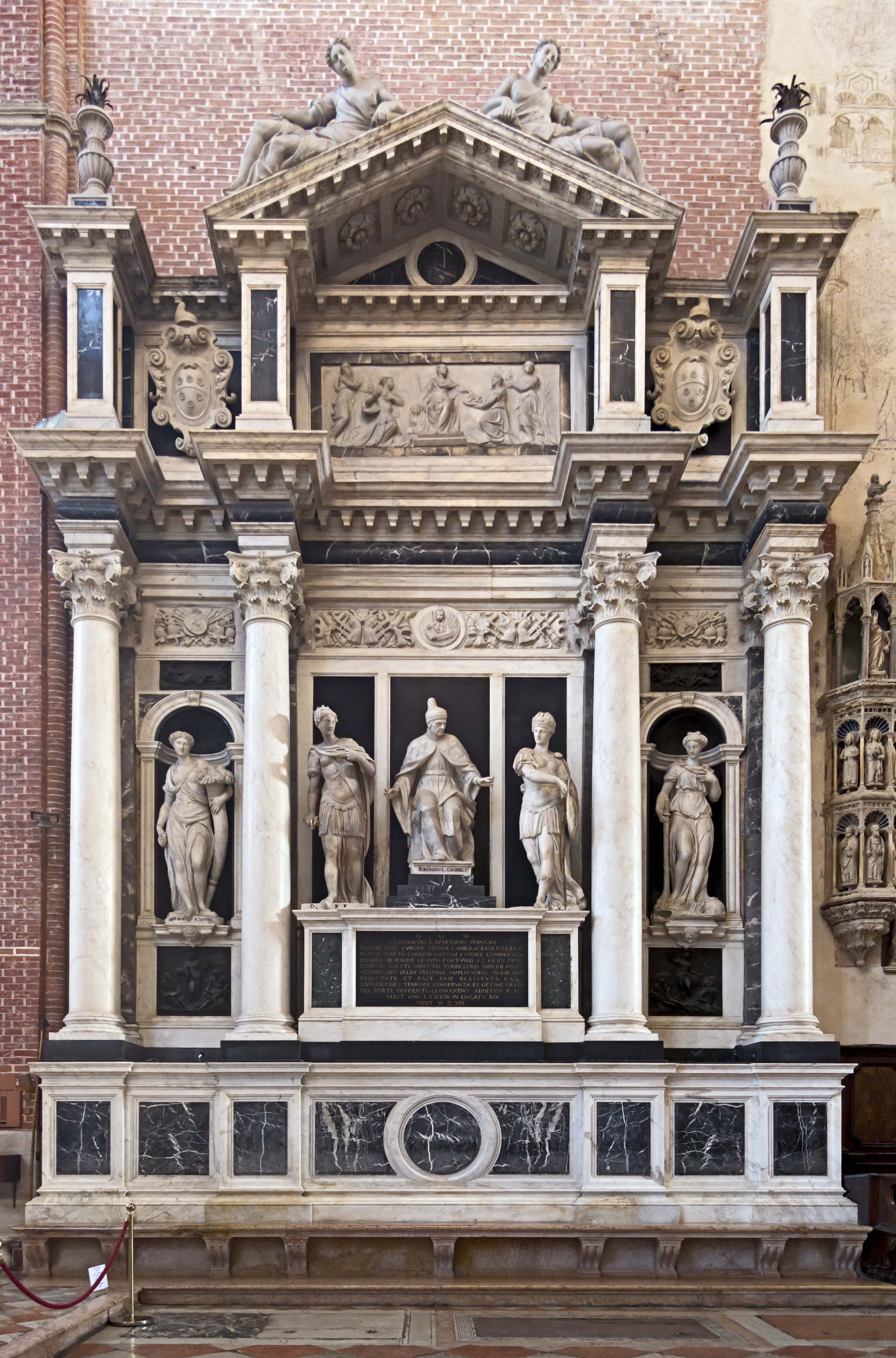
Tumba del dux Leonardo Loredan en san Zanipolo de Venecia.

Girolamo Campagna (Verona, 1549/1552 - Venecia, 1623/1625) fue un escultor italiano.

## Biografía
Alumno y colaborador de Danese Cattaneo en el monumento Fregoso en Santa Anastasia en Verona y en la basílica de San Juan y San Pablo en Venecia, donde realizó, sobre el modelo del maestro,  la Estatua del Doge Leonardo Loredan. Fue un artista de prodigiosa fecundidad que llenó las iglesias venecianas de altares, tumbas y estatuas.
A él pertenecen, entre otras obras, las estatuas de yeso del Coro de San Sebastián (1582) y las de la Scuola Grande di San Rocco (1587), uno de los dos «Gigantes» de la entrada de la Casa de la Moneda (1591) (el otro es del escultor Tiziano Aspetti), el busto de Francesco Bassano en el Museo Cívico de Bassano (1592) y la decoración del monumento del dux Marino Grimani (con la arquitectura de Vincenzo Scamozzi) en San Giuseppe di Castello, y Dolfin en San Salvatore, del altar del Sacramento en San Giuliano y el altar mayor de la basílica de San Giorgio Maggiore.
Muy bello este último grupo de bronce de los cuatro evangelistas sosteniendo con  visible esfuerzo el globo terrestre, sobre el que destaca la figura de Dios Padre bendiciendo, en una animada, y a veces violenta percusión de luces irregulares en la superficie metálica.
Entre las mayores obras maestras del artista se incluyen dos estatuas de bronce de la Anunciación (anteriormente en el Palazzo del Consiglio en Verona, en la actualidad en el museo local de Castelvecchio), figuras diseñadas con una expresión facial de expresiva inteligencia y animadas por un movimiento sentimental totalmente nuevo.